# 경주 남산동 석조감실
경주 남산동 석조감실(慶州 南山洞 石造龕室)은 대한민국 경상북도 경주시 남산동, 경주 화랑교육원 내에 자리잡고 있는 석조 감실로, 불상을 모셔두던 곳이다. 1985년 8월 5일 경상북도의 문화재자료 제6호로 지정되었다.

## 개요
경주 화랑교육원 내에 자리잡고 있는 석조 감실로, 불상을 모셔두던 곳이다.
다듬지 않은 자연석으로 이루어져 있으며, 밑받침돌 위로 양쪽 옆면과 뒷면을 높이 세운 뒤 위로 덮개돌을 얹어 앞쪽을 트이게 한 모습이다. 그 안에는 불상을 받치던 길쭉하고 둥근 대좌가 놓여 있는데, 통일신라시대에 이곳에 불상을 모셔두었다 하나 지금은 남아 있지 않다.
최초의 인공석굴 형태를 보여주고 있어, 중요한 자료적 가치를 지닌다.

## 참고 자료
- 경주남산동석조감실 - 국가유산청 국가유산포털